# ألكسندر بيزيرا
ألكسندر بيزيرا (بالإنجليزية: Alexandre Bezerra؛ مواليد 25 سبتمبر 1987) هو مقاتل فنون القتال المختلطة أمريكي.

## وصلات خارجية
- ألكسندر بيزيرا على موقع شيردوغ (الإنجليزية)
- ألكسندر بيزيرا على موقع Tapology.com (الإنجليزية)
- ألكسندر بيزيرا على موقع IMDb (الإنجليزية)